# Serruria
Serruria är ett släkte av tvåhjärtbladiga växter. Serruria ingår i familjen Proteaceae.

## Dottertaxa tillSerruria, i alfabetisk ordning[1]
- Serruria acrocarpa
- Serruria adscendens
- Serruria aemula
- Serruria aitonii
- Serruria altiscapa
- Serruria balanocephala
- Serruria brevifolia
- Serruria brownii
- Serruria callosa
- Serruria candicans
- Serruria collina
- Serruria confragosa
- Serruria cyanoides
- Serruria cygnea
- Serruria decipiens
- Serruria decumbens
- Serruria deluvialis
- Serruria diffusa
- Serruria dodii
- Serruria effusa
- Serruria elongata
- Serruria fasciflora
- Serruria flagellifolia
- Serruria flava
- Serruria florida
- Serruria foeniculacea
- Serruria fucifolia
- Serruria furcellata
- Serruria glomerata
- Serruria gracilis
- Serruria gremialis
- Serruria heterophylla
- Serruria hirsuta
- Serruria inconspicua
- Serruria incrassata
- Serruria kraussii
- Serruria lacunosa
- Serruria leipoldtii
- Serruria linearis
- Serruria meisneriana
- Serruria millefolia
- Serruria nervosa
- Serruria pedunculata
- Serruria phylicoides
- Serruria pinnata
- Serruria plumosa
- Serruria rebeloi
- Serruria reflexa
- Serruria rosea
- Serruria rostellaris
- Serruria roxburghii
- Serruria rubricaulis
- Serruria scariosa
- Serruria stellata
- Serruria trilopha
- Serruria triternata
- Serruria ventricosa
- Serruria williamsii
- Serruria villosa
- Serruria viridifolia
- Serruria zeyheri